# Källs-Nöbbelöv
Källs-Nöbbelöv är kyrkbyn i Källs-Nöbbelövs socken söder om Svalöv i Svalövs kommun i Skåne.Mellan 2015 och 2020 avgränsade SCB här en småort.
Här ligger den byggnadsminnesförklarade Källs-Nöbbelövs prästgård och Källs-Nöbbelövs kyrka.

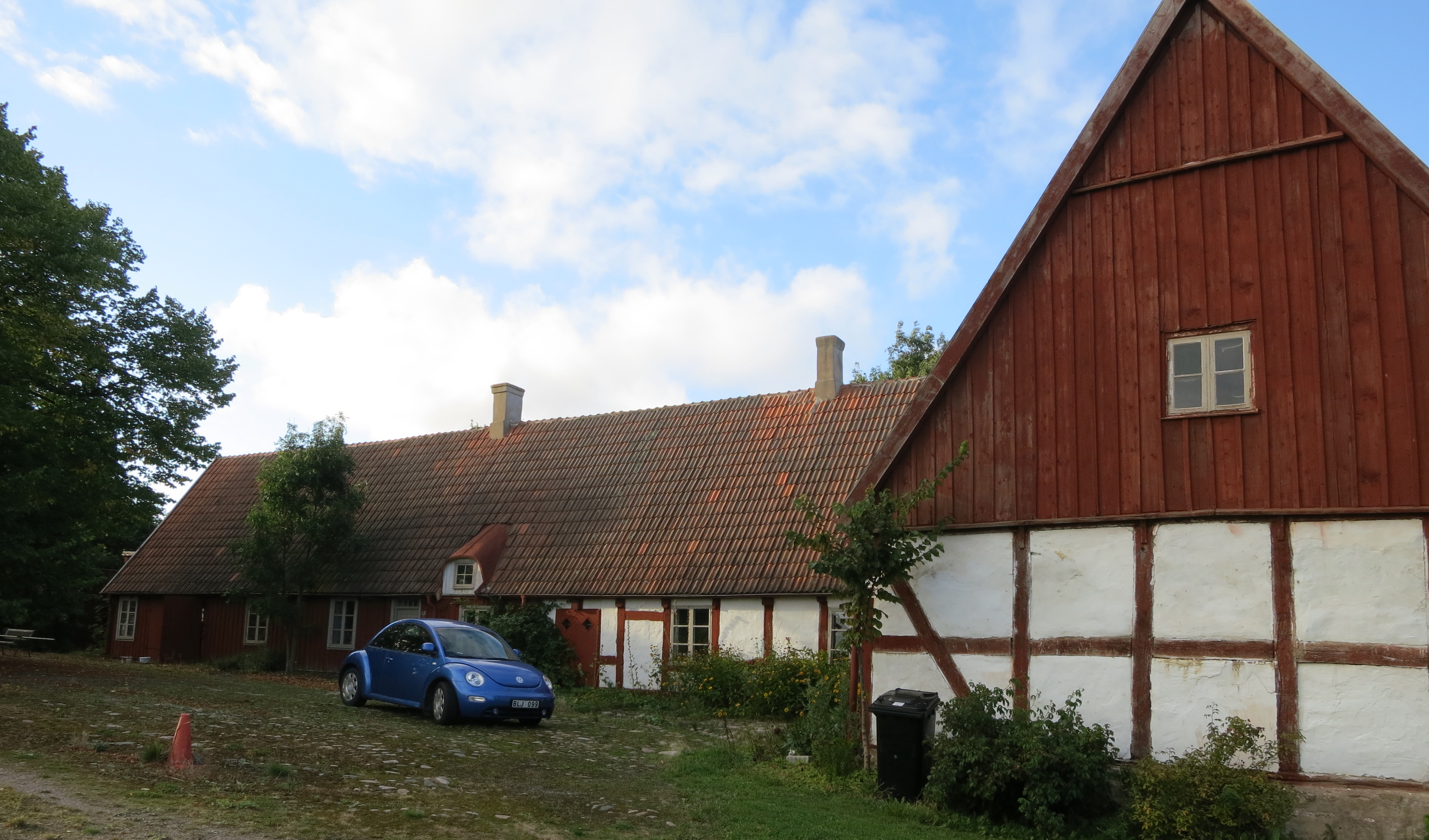
Källs-Nöbbelövs prästgård, byggnadsminne